# Жандая-ду-Сул
Жандая-ду-Сул (порт. Jandaia do Sul) — муниципалитет в Бразилии, входит в штат Парана. Составная часть мезорегиона Северо-центральная часть штата Парана. Входит в экономико-статистический  микрорегион Апукарана. Население составляет 20 491 человек на 2006 год. Занимает площадь 187,600 км². Плотность населения — 109,2 чел./км².

## История
Город основан 14 декабря 1952 года.

## Статистика
- Валовой внутренний продукт на 2003 год составляет 129 798 484,00 реалов (данные: Бразильский институт географии и статистики).
- Валовой внутренний продукт на душу населения на 2003 год составляет 6452,18 реалов (данные: Бразильский институт географии и статистики).
- Индекс развития человеческого потенциала на 2000 год составляет 0,783 (данные: Программа развития ООН).

## География
Климат местности: субтропический гумидный мезотермический. В соответствии с классификацией Кёппена, климат относится к категории cfa.